# جون فان لون
جون فان لون (بالهولندية: John van Loen) ولد 4 فبراير 1965 في أوترخت، هولندا، هو لاعب كرة قدم هولندي سابق كان يلعب كمهاجم. سبق له أن لعب في كأس العالم لكرة القدم مع منتخب بلاده. لعب خلال مسيرته 374 مباراة سجل خلالها 116 هدفاً.

## المسيرة الاحترافية

### أندية لعب لها
- نادي أوترخت
- رودا ياي سي
- نادي رويال أندرلخت الرياضي
- أياكس أمستردام
- فاينورد
- سانفريس هيروشيما
- نادي أبويل

## روابط خارجية
- جون فان لون على موقع رابطة كرة القدم اليابانية للمحترفين (اليابانية)
- جون فان لون على موقع قاعدة بيانات كرة القدم.إي يو (الإنجليزية)
- جون فان لون على موقع ناشيونال فوتبول تيمز (الإنجليزية)
- جون فان لون على موقع Soccerway.com (الإنجليزية)
- جون فان لون على موقع عالم كرة القدم.نت (الإنجليزية)